# Opistoconte
Opistocontele (Opisthokonta) (din greaca opisthen = posterior + kontax = pol, flagel) este un supergrup de eucariote care cuprinde animalele (Animalia) și ciupercile (Fungi), precum și mai multe grupuri de protiste (Protista), inclusiv coanoflagelatele (Choanoflagellata) unicelulare libere, ihtiosporele (Ichthyosporea) (un grup mare de paraziți), și un grup de amibe libere - nucleariidele (Nucleariida) și care se caracterizează prin prezența la unele celule a unui singur flagel situat la extremitatea posterioară a sa. 
Coanoflagelatele, gameții masculini (spermatozoizii) ai animalelor și majoritatea zoosporilor ai chitridelor (singurele ciuperci flagelate) se mișcă înainte cu ajutorul unui singur flagel situat la extremitatea posterioară. Dispoziția flagelului este cvasiunică și sa sugerat că el a fost moștenit de la strămoșul comun al opistocontelor.
La începutul anilor 1990, mai multe filogenii moleculare au demonstrat legătura specifică dintre animale, coanoflagelate și ciuperci. Celelalte grupuri au fost integrate treptat în opistoconte în mare parte grație analizelor acidului ribonucleic ribozomal  (ARNr). Monofilia acestui grup este de asemenea susținută de o inserție în factorul de elongație EF-1 alfa. Studiile moleculare recente indica faptul că coanoflagelatele și ihtiosporele sunt mai strâns legate de animale decât de ciuperci, dar, în mod general, relațiile precise în cadrul opistocontelor rămân neclare.

## Taxonomie
- Holomycota
  - Fungi
    - se includ chitridele (în trecut incluse în protiste)
    - se includ microsporidiile (în trecut incluse în protiste)
    - se includ Hyaloraphidium (în trecut considerate ca  alge verzi, în prezent considerat ca chitride)
    - se exclud oomicetele (în prezent incluse în Heteroconte)
    - se exclud labirintulomicetele (în prezent incluse în Heteroconte)
    - se exclud mixomicetele (în prezent considerate ca amibozoare)

  -  Criptomicetele
  - Fonticulida
  - Nucleariida sau Cristidiscoidea (amiboide nucleariide)
- Holozoa
  - Mesomycetozoea
    - Dermocystida
    - Ichthyophonida
    - Eccrinales
    - Amoebidiales
    - Corallochytrium

  - Filozoa
    - Filasterea
      - Capsaspora
      - Ministeria

    - Choanoflagellata
    - Animalia
      - se includ Myxozoa (în trecut incluse în protiste)